# Etruria (Staffordshire)
Etruria – dzielnica w Anglii, w hrabstwie ceremonialnym Staffordshire, w dystrykcie (unitary authority) Stoke-on-Trent. Leży 25 km na północ od miasta Stafford i 220 km na północny zachód od Londynu.